# Castell de Santueri

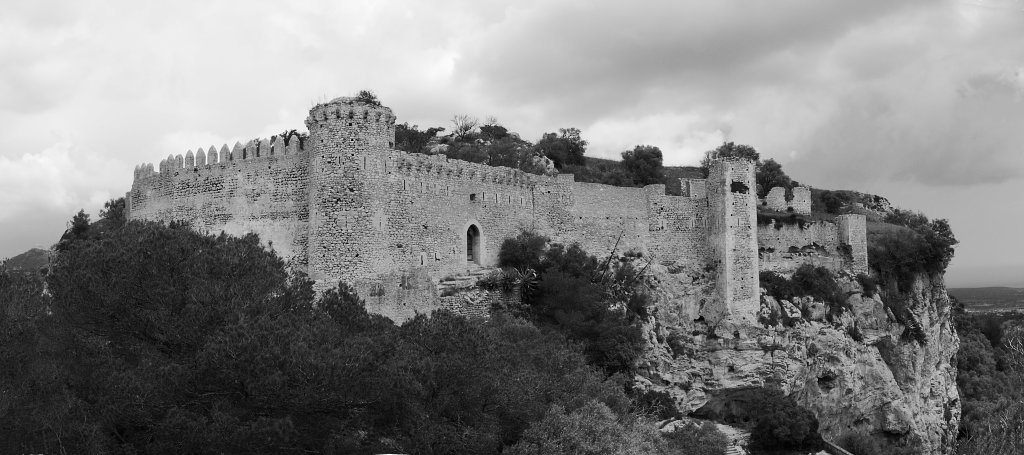
Das Castell de Santueri

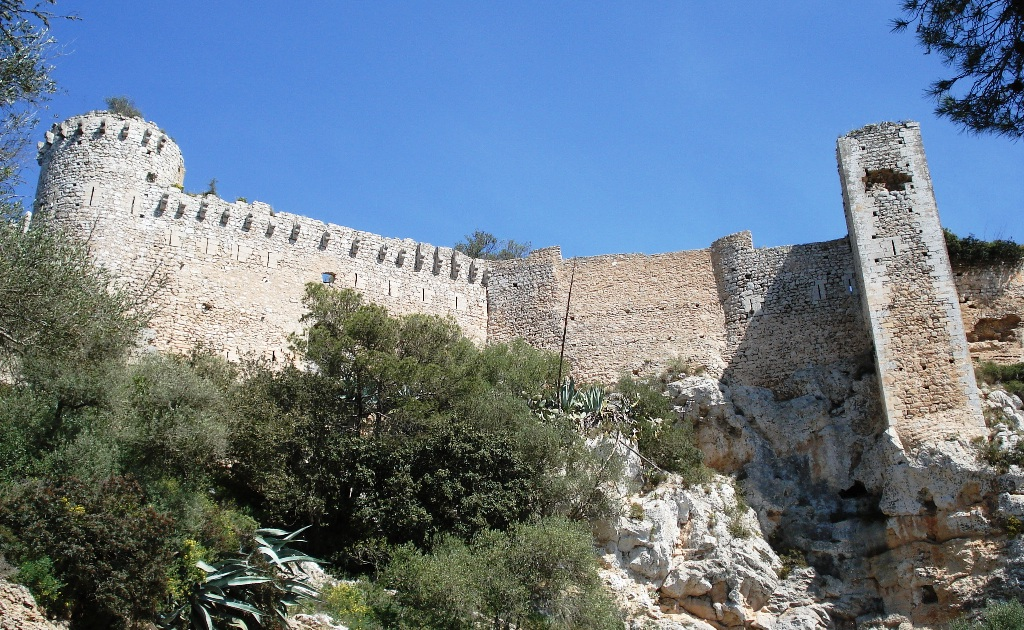
Das Castell de Santueri

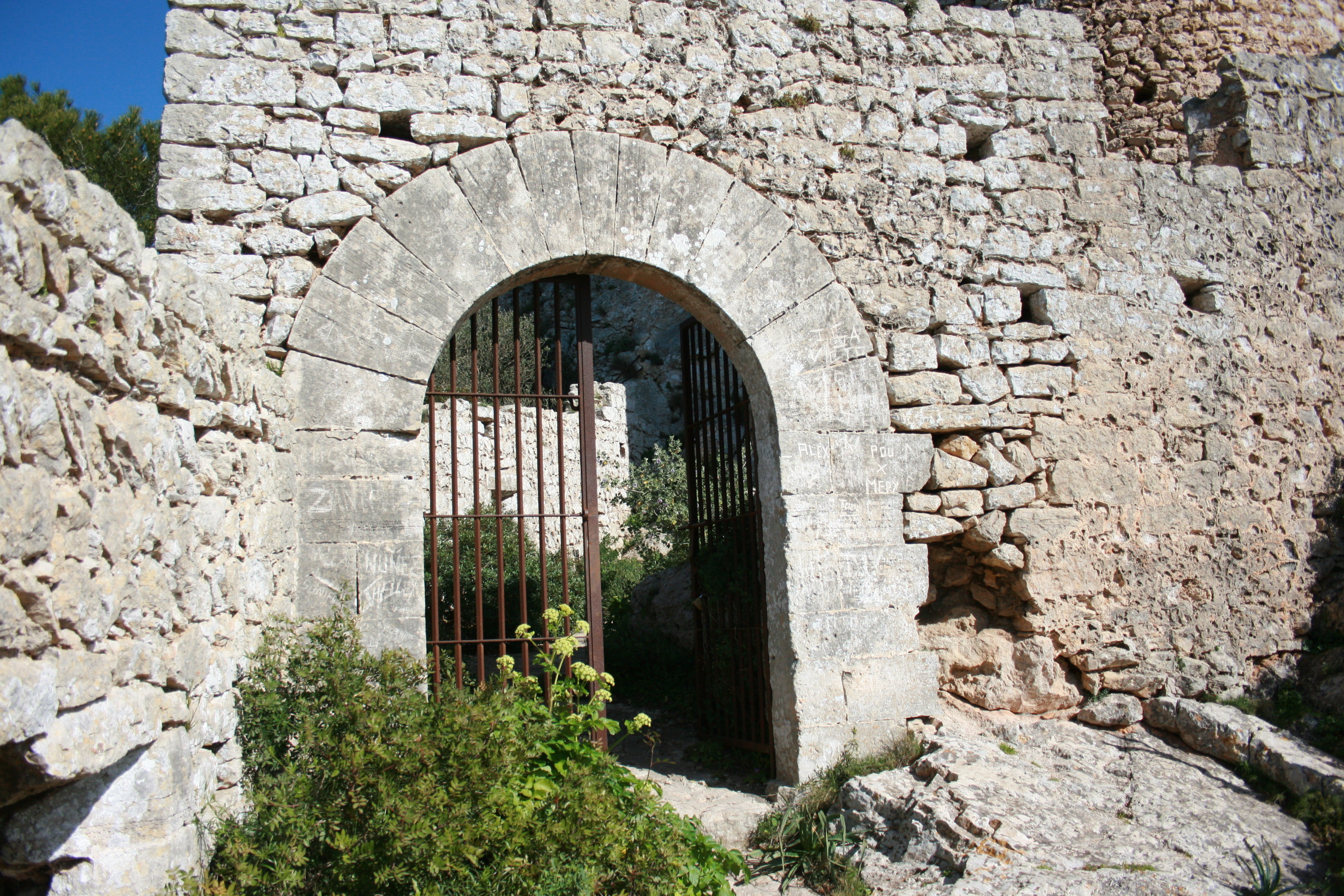
Tor in die Burganlage

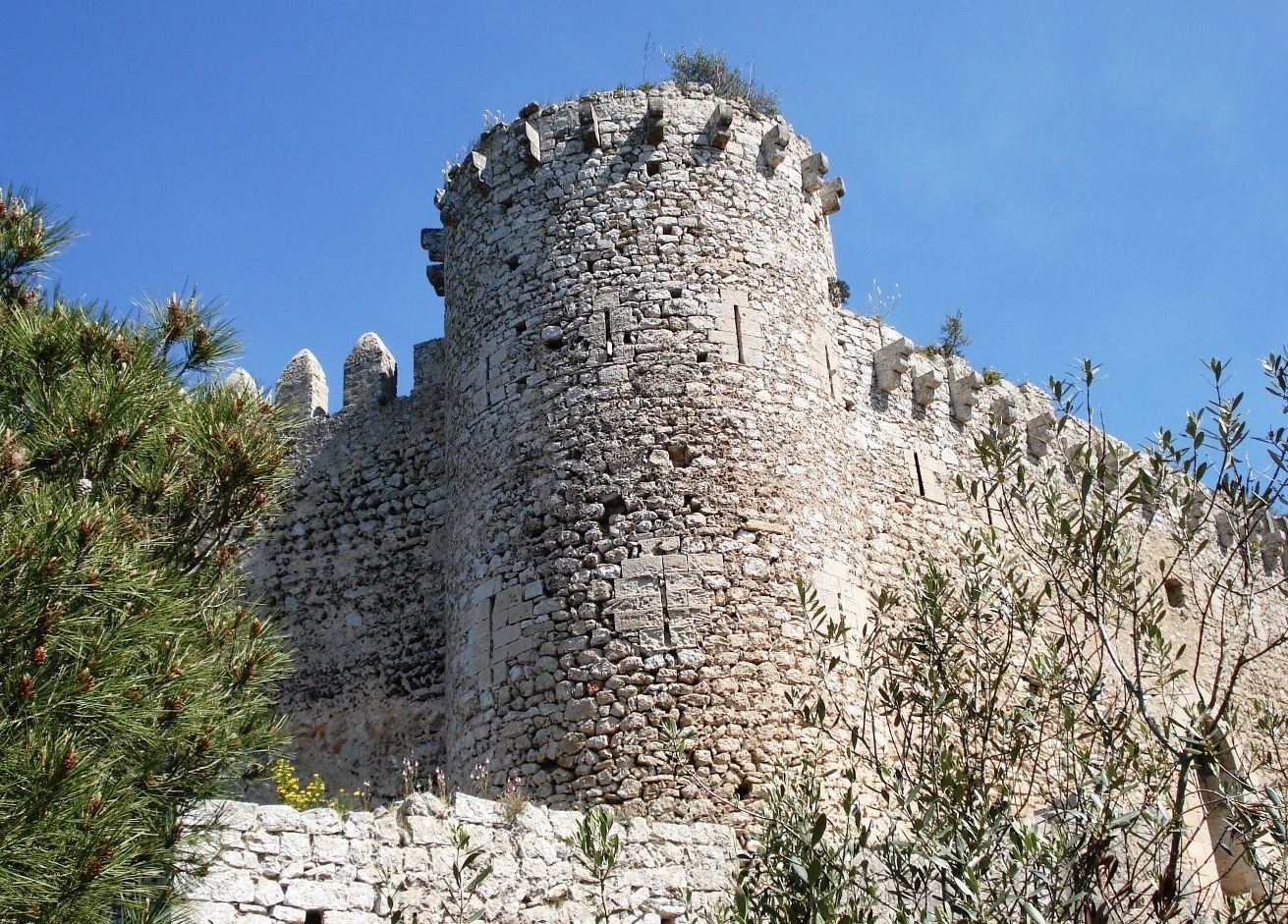
Der Rundturm und Umfassungsmauern mit Schießscharten, links die Zinnen der Brustwehr, rechts die auskragenden Stützsteine für die (ehemaligen) Maschikuli - zur Sicherung des darunter gelegenen (Rundbogens) / Tors zur Burg

Das Castell de Santueri ist die Ruine einer Felsenburg auf dem 408 m hohen Tafelberg Puig de Santueri im Gebirge des Ostens, dem Serres de Llevant in der Gemeinde Felanitx auf Mallorca/Spanien. Sie liegt etwa sieben Kilometer südöstlich von Felanitx. 
Im 14. Jahrhundert wurde durch die spanische Krone auf den Resten einer vorherigen Höhenburg eine neue Festung errichtet, die u. a. dem Schutz vor Überfällen durch Piraten diente. Seit dem 18. Jahrhundert verfiel die Festung. Von der aus weißem Kalkstein errichteten Kastellburg sind zahlreiche umfangreiche Teile wie Umfassungsmauern und Türme erhalten, die zahlreiche bauliche Details wie Schießscharten, Zinnen der Brustwehr und auskragende Stützsteine der (ehemaligen) Maschikuli aufweisen.

## Vorgängerbauten
Bereits in römischer Zeit (nach 123 v. Chr.) wurde auf dem Bergrücken eine Festung errichtet. Nach der Eroberung Mallorcas durch das Emirat von Córdoba (902 n. Chr.) war der Berggipfel ebenfalls mit einer Festung gesichert. Die Besatzung der Festung leistete bei der Eroberung Mallorcas (Reconquista) ab 1229 durch Jakob I. von Aragon ein Jahr Widerstand, bevor sie fiel und nahezu vollständig geschleift wurde.

## Sonstiges

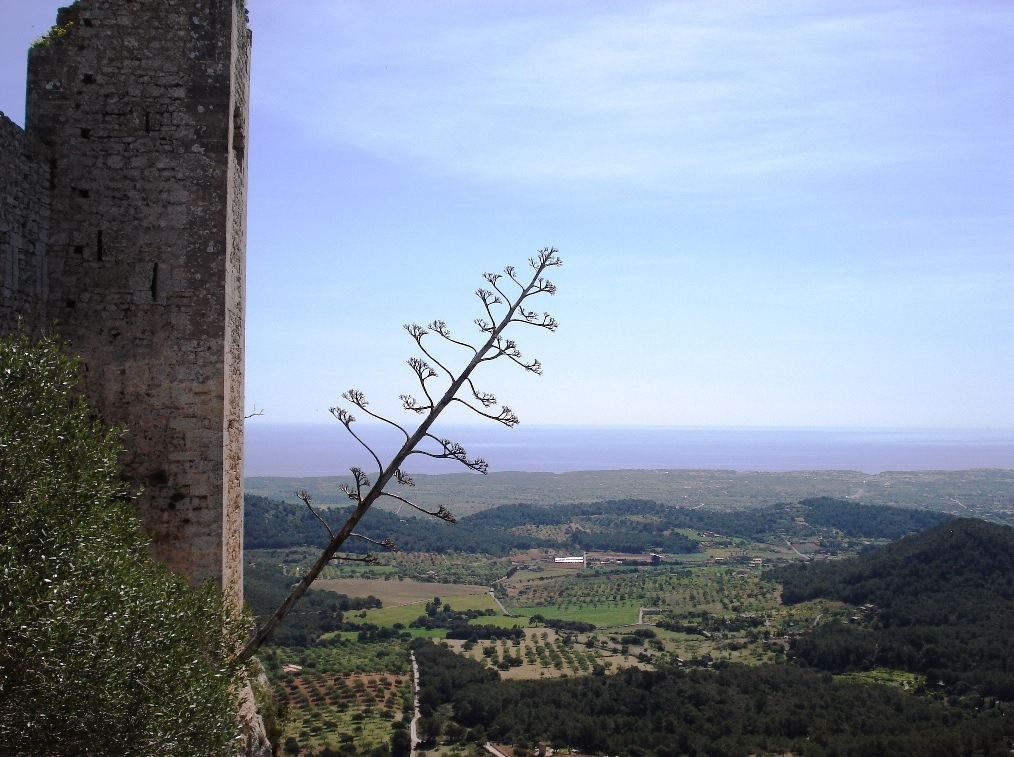
Blick von der Burg (links) auf die Küstenebene in Richtung Mittelmeer

Die Ruine ist über eine Straße erreichbar, die von der Ma-14 in Richtung Santanyi abgeht. Aufgrund der exponierten Lage gewährt der Ort eine gute Fernsicht. Wegen Restaurierungsarbeiten war das Gelände von 2011 bis 2014 nicht zugänglich.
Andere ähnliche Felsenburgen auf Mallorca desselben Typs sind das Castell d’Alaró im Nordwesten und das Castell del Rei im Norden.